# Selenaria bimorphocella
Selenaria bimorphocella is een mosdiertjessoort uit de familie van de Selenariidae. De wetenschappelijke naam van de soort is voor het eerst geldig gepubliceerd in 1904 door Maplestone.